# Great Trango Tower
Der Great Trango Tower ist der mit 6287 m höchste Gipfel der Trango-Türme.

## Lage
Er liegt auf der Nordseite des Baltoro-Gletschers im Baltoro Muztagh im Karakorum. Dieser Berg hat drei fast gleich hohe Nebengipfel.

## Besteigungsgeschichte
Die Erstbesteigung des Gipfels gelang am 21. Juli 1977 Galen Rowell, John Roskelley, Kim Schmitz, James Morrissey und Dennis Hennek. Die Aufstiegsroute führte vom Trangogletscher aus über den so genannten Pulpit (englisch für „Kanzel“) und die Südwand zum Gipfel.
Mit einer Wandhöhe von etwa 1600 m zählt die Ostwand des Great Trango Towers zu den höchsten Vertikalabstürzen der Welt. Sie wurde von den Norwegern Hans Christian Doseth und Finn Dæhli erstmals 1984 durchstiegen. Beide Bergsteiger kamen beim Abstieg ums Leben. Seitdem gab es nur wenige Versuche, diese Wand zu durchsteigen. Die einfachste Route zum Gipfel gilt hingegen als nicht besonders schwer.

## Nebengipfel
Der Great Trango besitzt einen Nebengipfel, den 6231 m hohen Great Trango Ost.